# Calibanus glassianus
Calibanus glassianus är en sparrisväxtart som beskrevs av L.Hern. och Zamudio. Calibanus glassianus ingår i släktet Calibanus och familjen sparrisväxter. Inga underarter finns listade i Catalogue of Life.